# Notoscabrotrigonia
Notoscabrotrigonia is een uitgestorven geslacht van tweekleppigen uit de  familie van de Pterotrigoniidae. 

## Soorten
- † Notoscabrotrigonia baylei (Philippi, 1899)
- † Notoscabrotrigonia bungoensis (Tashiro & Tanaka, 1996)
- † Notoscabrotrigonia coheni H. A. Leanza, 1993
- † Notoscabrotrigonia etheridgei (Lycett, 1875)
- † Notoscabrotrigonia evansana (Meek, 1857)
- † Notoscabrotrigonia guadalupae (Böse, 1910)
- † Notoscabrotrigonia hokkaidoana (Yehara, 1915)
- † Notoscabrotrigonia kitchini (Schwarz, 1915)
- † Notoscabrotrigonia klamathonia (F.M. Anderson, 1958)
- † Notoscabrotrigonia knighti (Pringle, 1960)
- † Notoscabrotrigonia kotoi (Yehara, 1915)
- † Notoscabrotrigonia oregana (Packard, 1921)
- † Notoscabrotrigonia peroni (Freneix, 1972)
- † Notoscabrotrigonia peruana (Paulcke, 1903)
- † Notoscabrotrigonia plicatocostata (Nyst & Galeotti, 1840)
- † Notoscabrotrigonia pocilliformis (Yokoyama, 1891)
- † Notoscabrotrigonia scabricola (Lycett, 1875)
- † Notoscabrotrigonia stolleyi (Hill, 1893)
- † Notoscabrotrigonia takahatensis (Tashiro & Tanaka, 1992)
- † Notoscabrotrigonia tocaimaana (Lea, 1841)
- † Notoscabrotrigonia transatlantica (Behrendsen, 1892)
- † Notoscabrotrigonia whitneyi (Whitney, 1852)

### Synoniemen
- Notoscabrotrigonia guadalopae † => Notoscabrotrigonia guadalupae (Böse, 1910) †